# نرسه اندیگان‌خدای
نرسه اندیگان‌خدای (پارسی میانه: Narseh ī Andēgān xwadāy) یکی از نجیب‌زادگان ساسانی در سده سوم میلادی در زمان حکومت شاپور یکم و فرمانروای اندیگان بود.

## زندگی

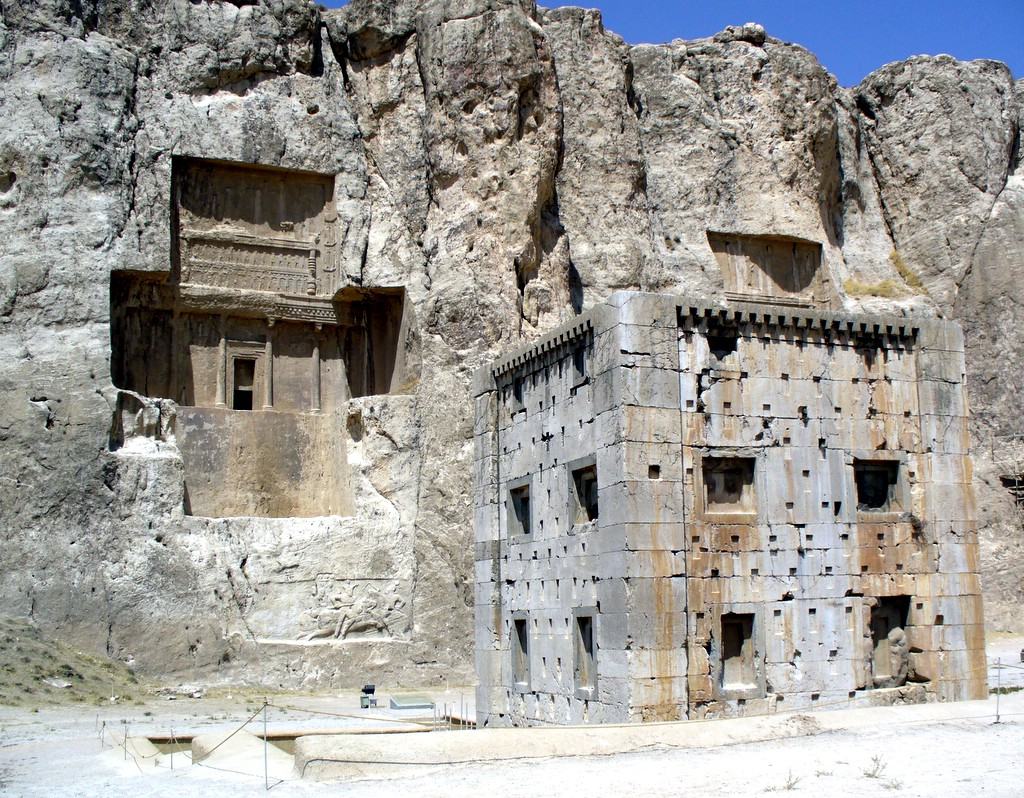
کعبه زرتشت، جایی که سنگ‌نوشته شاپور یکم حک شده‌است

از او در سنگ‌نوشته شاپور یکم بر کعبه زرتشت به عنوان فرمانروای (پارسی میانه: xwadāy) اندیگان (هندیجان کنونی) یاد شده‌است. او در این سنگ‌نوشته در میان ۶۷ نجیب‌زاده در رتبهٔ پانزدهم قرار دارد. اطلاعات دیگری از زندگی او در دست نیست.